# كيفن سوليفان (مصارع محترف)
كيفن سوليفان (بالإنجليزية: Kevin Sullivan)‏ هو مصارع محترف أمريكي، ولد في 26 أكتوبر 1949 في بوسطن في الولايات المتحدة.

## وصلات خارجية
- كيفن سوليفان على موقع دبليو دبليو إي (الإنجليزية)
- كيفن سوليفان على موقع CageMatch worker (الإنجليزية)
- كيفن سوليفان على موقع عالم المصارعة على الإنترنت (الإنجليزية)
- كيفن سوليفان على موقع عالم المصارعة على الإنترنت (الإنجليزية)
- كيفن سوليفان على موقع IMDb (الإنجليزية)
- كيفن سوليفان على موقع إن إن دي بي (الإنجليزية)
- كيفن سوليفان على موقع قاعدة بيانات الفيلم (الإنجليزية)